# Kayangel (Insel)
Kayangel, auch Ngcheangel oder Ngajangel genannt, ist die einzig bewohnte Insel im gleichnamigen Kayangel-Atoll, welches im Norden des pazifischen Inselstaats Palau liegt, 70 km nördlich der Hauptstadt Melekeok. 
Die flache, dichtbewaldete Insel Kayangel findet sich im Nordosten des Atolls. Sie ist 2570 m lang, bei einer Breite zwischen 270 m im Süden und 700 m im Norden. Die Landfläche beträgt knapp 98 ha. An der Westseite der Insel, zur Lagune hin, liegen fünf sehr kleine Dörfer bzw. Weiler (Orukei, Dilong, Doko, Olkang, Dimes) mit einer Gesamtbevölkerung von 188 (Stand Volkszählung 1. April 2005). Zusammen bilden sie die "Hauptstadt" des palauischen Staates Kayangel.
Die Elektrizität auf der Insel wird allein durch Solarzellen und private Generatoren erzeugt. Es gibt eine Schule und eine Bücherei. Einzige Einkaufsmöglichkeit ist ein kleiner Gemischtwarenladen in Doko. Das Angebot wird ergänzt durch etwas Fischfang und Landwirtschaft. Im Dorf Doko führt ein auffälliger, 130 m langer Anlegesteg in die Lagune des Kayangel-Atolls.